# David Fontanesi
David Fontanesi (Volta Mantovana, 20 luglio 1969) è un compositore italiano.
Laureato in Storia della Filosofia Medioevale presso l'Università di Padova, ha studiato composizione con Azio Corghi all'Accademia Musicale Chigiana di Siena e all'Accademia Romanini di Brescia.
Le sue opere, di genere cameristico e sinfonico, sono pubblicate dalla Casa Musicale Sonzogno di Milano e dalla Da Vinci Publishing di Osaka.
Nel 2014, nel 2015 e nel 2017 ha pubblicato, per la casa discografica Bongiovanni, tre CD monografici dal titolo Chamber Music with Flute, Intimate Chamber Works e Orchestral Works. Per la Da Vinci Classics, sono uscite, nel 2019, nel 2020, nel 2022, nel 2023 e nel 2024 altre sei incisioni monografiche dal titolo The Third Way (Chamber Music & Sonatas for Winds), Four Concertos, Four Brass Concertos, Four Organ Sonatas, Four String Quartets ed Erotic Song Cycles.
Nel 2018, nel 2020 e nel 2022 la Zecchini Editore di Varese ha pubblicato tre suoi saggi intitolati rispettivamente Preludi ad una metafisica della musica contemporanea, Studi e intermezzi sulla musica del '900 e Note sigillate.
È stato invitato come compositore ospite in programmi radiofonici e televisivi, dove sono anche stati eseguiti e trasmessi alcuni suoi lavori: Radio Beograd 3/"Noćne promenade", TeleMantova/"Sei a casa", Radio24/"Musica Maestro", RAI-Radio 3/"Piazza Verdi".
Ha inoltre curato l'edizione critica di tre Quartetti per flauto e archi di Saverio Mercadante (Edizione Zimmermann, Francoforte s/M 1998; CD Bongiovanni, Bologna 1999) e del Quartetto n° 7 per flauto e archi di Franco Margola (CD Bongiovanni, Bologna 1996).

## Opere
- Iob, oratorio sacro per soli, coro e orchestra, testo tratto dal Liber Iob della Vulgata di S. Girolamo (1998)
- Tema con 16 Variazioni e Fuga, per pianoforte (1998)
- Sonata, per flauto e pianoforte (1998)
- Divertimento, per flauto, viola e violoncello (1999)
- Like a Weeping Cloud, per voce femminile, violino e violoncello, testo tratto dall’Ode on Melancholy di John Keats (2000)
- De Profundis, per voce femminile, violino, viola, violoncello e pianoforte, testo tratto dal Salmo 129 della Vulgata di S. Girolamo (2000)
- Ricercare, per soprano, tenore, coro e pianoforte, su testo di Raffaello Baldini (2000)
- Schizzi Sinfonici, per orchestra (2001)
- Or let me die, per cantante/attrice, clarinetto in si b, percussioni e violoncello, testo tratto da My Hearth leaps up di William Wordsworth (2001)
- Suite, per flauto, violino, viola e violoncello (2002)
- Erinnerung, per tromba e organo (2002)
- Piccola Suite, per orchestra d'archi (2004)
- Sonatina, per due flauti (2004)
- Sonata a tre, per flauto, violoncello e pianoforte (2005)
- Hymnus, per orchestra (2009)
- Sonata, per violoncello e pianoforte (2013)
- Sintagmi in diaspro verde di Boemia, per flauto, violino, viola e violoncello (2014)
- Suite Blu, per flauto e violoncello (2014)
- Quintetto Domestico, per flauto, violino, viola, violoncello e pianoforte (2014)
- Concerto, per flauto, oboe e orchestra d'archi (2015)
- Concerto, per flauto, fagotto e orchestra d'archi (2015)
- Preludio, intermezzo e passacaglia, per clarinetto in sib (2016)
- Tre Contrappunti, per 2 clarinetti in sib, corno di bassetto e clarinetto basso (2016)
- Concerto Accademico, per flauto e orchestra (2016)
- Diaphoniae Concertanti, per flauto, oboe, clarinetto in sib e fagotto (2017)
- Sonata Seconda, per flauto e pianoforte (2017)
- Concerto Arcadico, per violoncello e orchestra (2017)
- Concerto Elegiaco, per violino e orchestra (2017)
- Concerto Frugale, per pianoforte e orchestra (2017)
- Sonata, per oboe e pianoforte (2018)
- Sonata, per fagotto  e pianoforte (2018)
- Concerto, per corno, archi e percussioni (2019)
- Concerto, per tuba, archi e percussioni (2019)
- Concerto, per tromba, archi e percussioni (2019)
- Concerto, per trombone, archi e percussioni (2020)
- Quartetto I, per 2 violini, viola e violoncello (2021)
- Quartetto II, per 2 violini, viola e violoncello (2021)
- Quartetto III, per 2 violini, viola e violoncello (2021)
- Quartetto IV, per 2 violini, viola e violoncello (2021)
- Sonata I, per organo (2021)
- Sonata II, per organo (2021)
- Sonata III, per organo (2021)
- Sonata IV, per organo (2021)
- Five Cycles of Erotic Songs in the Italian Language, per soprano e pianoforte (2022-2023)
- Sinfonia I, per orchestra (2023)
- Sonata, per corno in fa e pianoforte (2023)
- Sonata, per clarinetto in sib e pianoforte (2023)
- Quattro Madrigali a 8 voci, su testi di Joachim Du Bellay (2023)
- Altri quattro Madrigali a 8 voci, su testi di Joachim Du Bellay (2024)
- Quattro Madrigali a 5 voci, su testi di Joachim Du Bellay (2024)
- Quattro Madrigali a 6 voci, su testi di Joachim Du Bellay (2024)
- Sinfonia II, per orchestra (2024)
- Sinfonia III, per orchestra (2025)
- Sinfonia IV, per orchestra (2025)

## Discografia
- DAVID FONTANESI – Chamber Music with Flute – Ginevra Petrucci (flauto) e Ensemble Sherazade – CD Bongiovanni, Bologna 2014.
- DAVID FONTANESI – Intimate Chamber Works – Cecilia Alegi (mezzosoprano) – Ginevra Petrucci (flauto) – Paolo Andriotti (violoncello) – Michelangelo Carbonara (pianoforte) e Ensemble Sherazade – CD Bongiovanni, Bologna 2015.
- DAVID FONTANESI – Orchestral Works – Ginevra Petrucci (flauto) – Luca Vignali (oboe) – Paolo Carlini (fagotto) – Orchestra de I Virtuosi Italiani – Kasper  De Roo (direttore) – CD Bongiovanni, Bologna 2017.
- DAVID FONTANESI – The Third Way (Chamber Music & Sonatas for Winds) – Ginevra Petrucci (flauto) – Luca Vignali (oboe) – Paolo Carlini (fagotto) – Eliseo Smordoni (fagotto) – Michelangelo Carbonara (pianoforte) – Fabrizio Datteri (pianoforte) – CD Da Vinci Classics, Osaka 2019.
- DAVID FONTANESI – Four Concertos – Vincenzo Bolognese (violino) – Michelangelo Carbonara (pianoforte) – Ginevra Petrucci (flauto) – Francesco Stefanelli (violoncello)  – Orchestra de I Virtuosi Italiani – Alberto Martini (direttore) – CD Da Vinci Classics, Osaka 2020.
- DAVID FONTANESI – Four Brass Concertos – Marco Pierobon (tromba) – Gianluca Scipioni (trombone) – Nilo Caracristi (corno) – Stefano Ammannati (tuba)  – Orchestra de I Virtuosi Italiani – Alberto Martini (direttore)– CD Da Vinci Classics, Osaka 2022.
- DAVID FONTANESI – Four Organ Sonatas – Andrea Albertin (organo) – CD Da Vinci Classics, Osaka 2023.
- DAVID FONTANESI – Four String Quartets – Carlo Lazari (violino I) – Valentino Dentesani (violino II) – Benjamin Bernstein (viola) – Marianna Sinagra (violoncello)  – CD Da Vinci Classics, Osaka 2024.
- DAVID FONTANESI – Erotic Song Cycles – Federica Vinci (soprano) – Andrea Albertin (pianoforte) – CD Da Vinci Classics, Osaka 2024.

## Altre pubblicazioni
- DAVID FONTANESI – La logica della predestinazione in Godescalco d'Orbais (sec. IX), in “Atti e Memorie dell'Accademia Patavina di Scienze, Lettere ed Arti”, Volume CVII (1994-1995) – Parte III: Memorie della Classe di Scienze Morali, Lettere ed Arti, Padova 1995, pp. 217–241.
- DAVID FONTANESI – Leonardo De Lorenzo: nove Studi di virtuosismo, in Saggi su Leonardo De Lorenzo e la didattica flautistica europea (a cura di Gian-Luca Petrucci), Viggiano (PZ) 2007, pp. 103–130.
- DAVID FONTANESI – Analisi dei Quatre Grandes Études pour la Flûte, in GIAN-LUCA PETRUCCI, Giulio Briccialdi. Il Principe dei Flautisti, Zecchini Editore, Varese 2018, pp. 48–55.
- DAVID FONTANESI, Preludi ad una metafisica della musica contemporanea, Zecchini Editore, Varese, 2018, pp. VIII + 144.
- DAVID FONTANESI – Prefazione a F. FAVALI e M. MANNONE (a cura di), Simmetrie fra Matematica e Musica, Palermo University Press, Palermo 2020, pp. 9–11.
- DAVID FONTANESI – Il concetto del tempo nella musica di Anton Webern, in De Musica, Anno 2020 - XXIV (1), pp. 119–140, reperibile al link *  riviste.unimi.it,  https://riviste.unimi.it/index.php/demusica/article/view/14094.
- DAVID FONTANESI, Studi e intermezzi sulla musica del '900, Zecchini Editore, Varese, 2020, pp. V + 124.
- DAVID FONTANESI, Note sigillate, Zecchini Editore, Varese, 2022, pp. VIII + 136.